# Bonzanigo
Bonzanigo (Bunzanigh in dialetto comasco, pronuncia fonetica IPA: /bũtʃaˈniːk/) è una frazione del comune di Tremezzina, in provincia di Como, passata alla storia per essere il luogo dove furono ospitati, il 28 aprile 1945, Benito Mussolini e la sua amante Claretta Petacci, prima di esser giustiziati a Giulino.

## Geografia fisica
Il paese, parte della Comunità Montana del Lario Intelvese, sorge in collina, nei pressi della riva settentrionale del Lago di Como, dove si trova Mezzegra, da cui dista circa 2 chilometri. Dal capoluogo dista circa 30 chilometri, e altrettanti dalla frontiera italo-elvetica, verso Lugano. L'arteria stradale più vicina a essa è la Strada statale 340 Regina, che collega Como con Sondrio.

## Storia
Bonzanigo fu dapprima frazione del comune di Mezzegra, ma nel 1928 fu aggregato, con Mezzegra, al neonato comune di Tremezzina. Nel 1947, con la soppressione del comune di Tremezzina, fu restituito al rinato comune di Mezzegra, ancora come sua frazione. Dal 2014, con la nuova istituzione del comune di Tremezzina, Bonzanigo è tornato a esserne una frazione.

### La morte di Mussolini
Benito Mussolini in fuga fu catturato a Dongo il 27 aprile 1945.
Durante la notte il Duce fu condotto a Bonzanigo, dove fu ospitato presso una famiglia amica di capitan Neri (casa De Maria).
Il mattino del giorno successivo, il 28 aprile, sarebbe arrivato l'ordine di fucilazione, portato da Milano dal colonnello Valerio, nome di battaglia del partigiano Walter Audisio.
Lo stesso Audisio avrebbe poi eseguito la condanna capitale, "in nome del popolo italiano", dello stesso Mussolini e della Petacci alle ore 16:10, dopo averli condotti a Giulino, davanti a villa Belmonte, in via XXIV Maggio.
Esistono però almeno una ventina di versioni diverse dei fatti, e lo stesso colonnello Valerio ha fornito, in tempi successivi, versioni contraddittorie tra loro.
I cadaveri furono in seguito portati a Milano con un camion della Tinto Stamperia Pessina di Como, assieme ai 16 fucilati sulla piazza di Dongo, ed esposti il 29 aprile in piazzale Loreto.

## Monumenti e luoghi d'interesse
Bonzanigo ospita due palazzi Settecenteschi, già appartenuti ai mercanti Brentano, riccamente affrescati e stuccati; tra gli artisti attivi nella realizzazione dei dipinti si registrano Cesare Ligari e Giulio Quaglio. Alle vicende degli stessi mercanti sono legate anche la chiesa di Sant'Abbondio e quella di San Giuseppe. 